# Wodejar Krzemieńczuk
Wodejar Krzemieńczuk (ukr. Міні-футбольний клуб «Водеяр» Кременчук, Mini-Futbolnyj Kłub "Wodejar" Kremenczuk) – ukraiński klub futsalu, mający siedzibę w mieście Krzemieńczuk. Od sezonu 1993/94 do 1995/96 występował w futsalowej Wyższej Lidze Ukrainy.

## Historia
Chronologia nazw:
- 1993: Wodejar Krzemieńczuk (ukr. «Водеяр» Кременчук)
- 1996: klub rozwiązano
- 2011: Wodejar Krzemieńczuk (ukr. «Водеяр» Кременчук)

Klub futsalowy Wodejar Krzemieńczuk został założony w Krzemieńczuku w 1993 roku. W sezonie 1993/94 klub debiutował w profesjonalnych rozgrywkach Wyższej Ligi, zajmując szóste miejsce. W sezonie 1994/95 został sklasyfikowany na 8.pozycji. Po zakończeniu sezonu 1995/96, w którym uplasował się na przedostatniej 14.lokacie, zrezygnował z dalszych występów i został rozwiązany.
W 2011 klub został reaktywowany i potem występował w rozgrywkach regionalnych

## Sukcesy

### Trofea międzynarodowe
Nie uczestniczył w rozgrywkach europejskich (stan na 31-05-2019).

### Trofea krajowe
| \| \| Zdobyte trofea w rozgrywkach Ukrainy (stan na: 31-05-2019) \| |                                                            |      |          |
| Rozgrywki                                                           | Osiągnięcie                                                | Razy | Sezon(y) |
| · Mistrzostwo                                                       | I miejsce                                                  | 0    |          |
| · Mistrzostwo                                                       | II miejsce                                                 | 0    |          |
| · Mistrzostwo                                                       | III miejsce                                                | 0    |          |
| · Mistrzostwo                                                       | 6.miejsce                                                  | 1    | 1993/94  |
| Puchar                                                              | zdobywca                                                   | 0    |          |
| Puchar                                                              | finalista                                                  | 0    |          |
| II liga                                                             | I miejsce                                                  | 0    |          |
| II liga                                                             | II miejsce                                                 | 0    |          |
| II liga                                                             | III miejsce                                                | 0    |          |
| Ukraina                                                             | Zdobyte trofea w rozgrywkach Ukrainy (stan na: 31-05-2019) |      |          |

## Piłkarze i trenerzy klubu

### Trenerzy
Serhij Szamanski (gr.trener)(1993–1996)

## Struktura klubu

### Stadion
Klub rozgrywał swoje mecze domowe w Hali SK Politechnik w Krzemieńczuku. Pojemność: 500 miejsc siedzących.